# Avricourt (Moselle)
Pour les articles homonymes, voir Avricourt.
Avricourt est une commune française située dans le département de la Moselle, en région Grand Est.
Cette commune se trouve dans la région historique de Lorraine et fait partie du pays de Sarrebourg.

## Géographie
La commune fait partie du parc naturel régional de Lorraine et de la ZNIEFF du pays des étangs.
Le territoire communal est limitrophe de sept communes et une huitième, Igney, y touche au sud-est. Moussey, Réchicourt-le-Château et Foulcrey se trouvent dans le même département de Moselle ; Avricourt, Remoncourt, Amenoncourt, Leintrey et Igney se trouvent dans le département voisin de Meurthe-et-Moselle.  
|                                                               | Moussey                        |                       |
| Remoncourt (Meurthe-et-Moselle) Leintrey (Meurthe-et-Moselle) | Avricourt (Moselle)            | Réchicourt-le-Château |
| Amenoncourt (Meurthe-et-Moselle)                              | Avricourt (Meurthe-et-Moselle) | Foulcrey              |

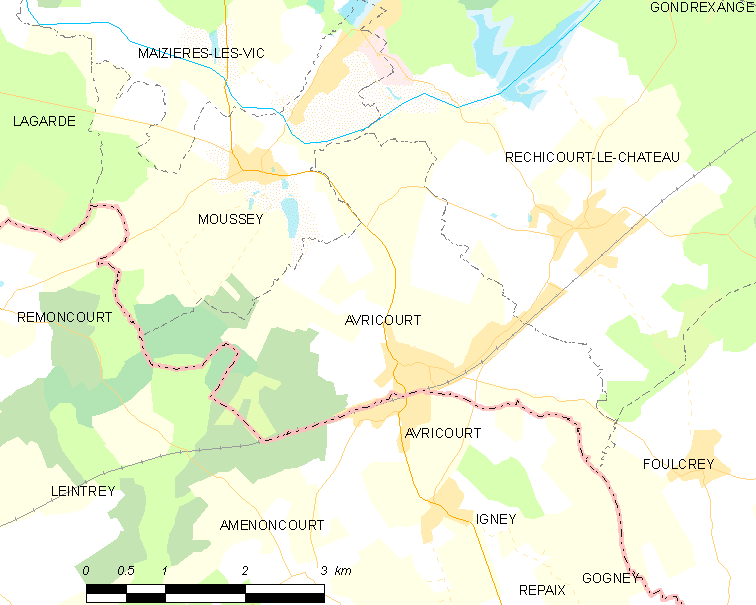
Carte de la commune.
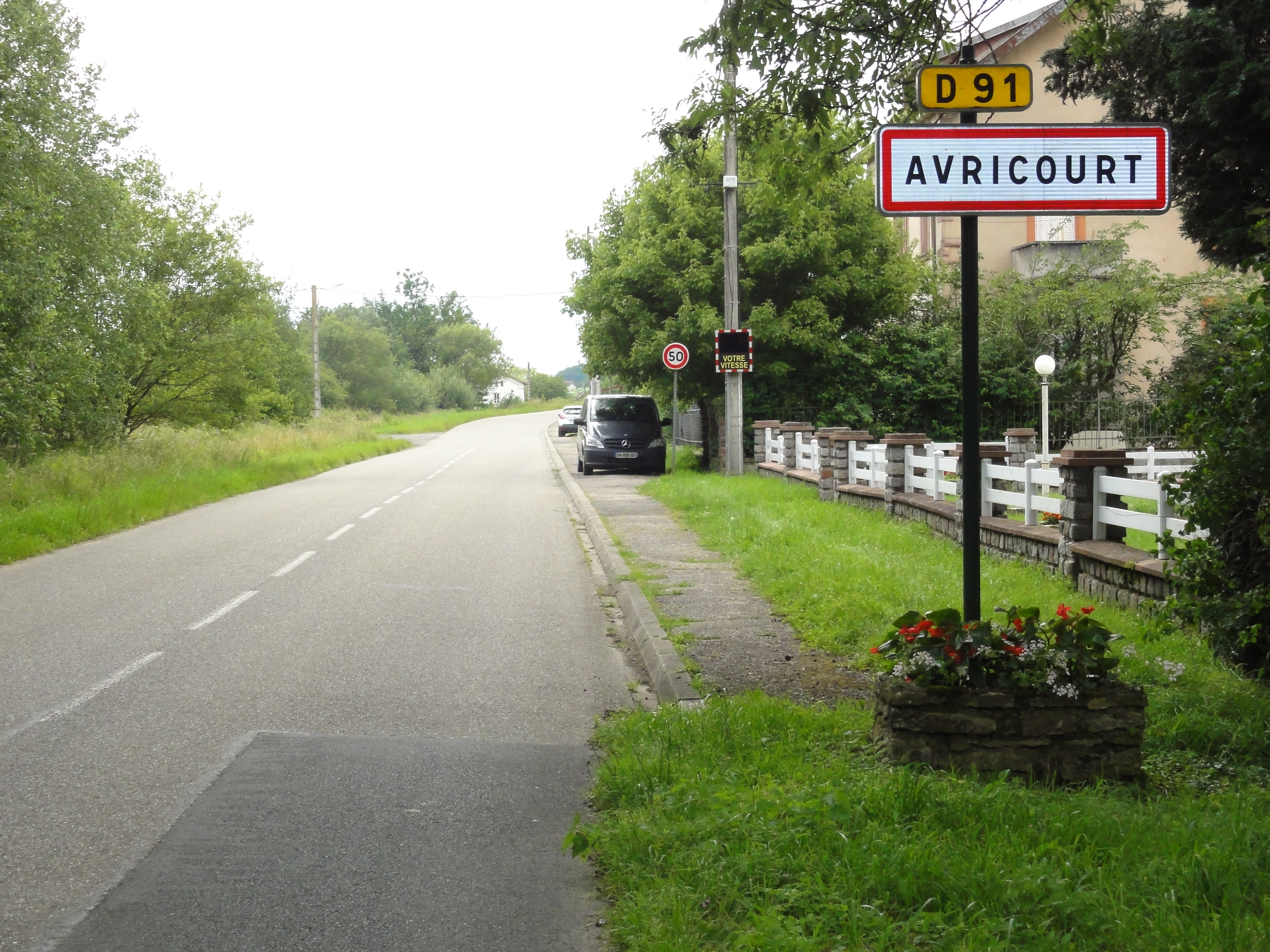
Entrée d'Avricourt Moselle.
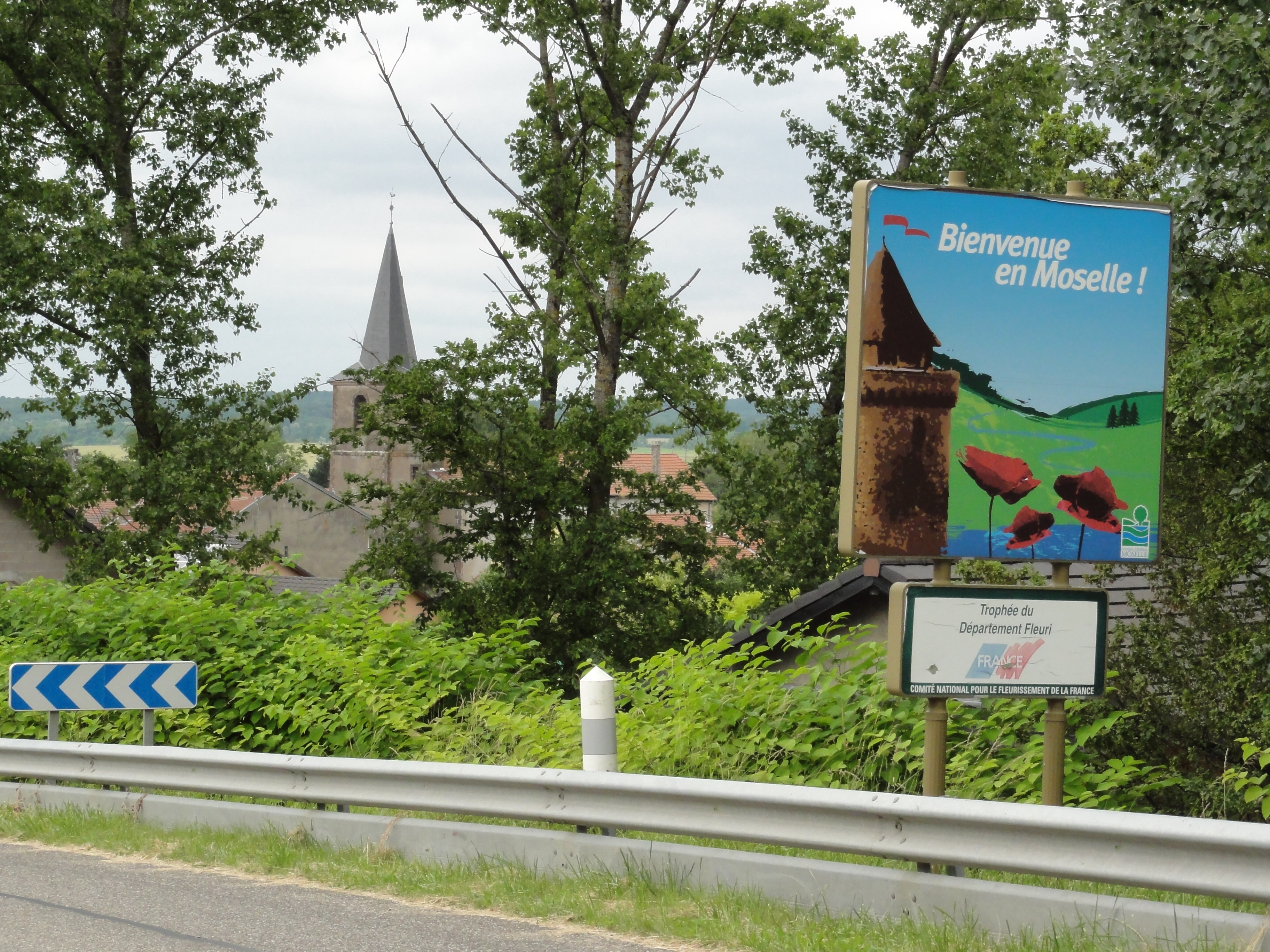
Limite département Moselle à Avricourt.

### Hydrographie
La commune est située dans le bassin versant du Rhin au sein du bassin Rhin-Meuse. Elle est drainée par le Sânon, le ruisseau du Roseau, le ruisseau de la Baronne, le ruisseau de la Bonne Goutte, le ruisseau du Franc Bois, le ruisseau du Grand Bois et le ruisseau Les Aulnes.
Le Sânon, d'une longueur totale de 48,6 km, prend sa source dans la commune  et se jette  dans la Meurthe à Dombasle-sur-Meurthe, en limite avec Rosières-aux-Salines, après avoir traversé 15 communes.

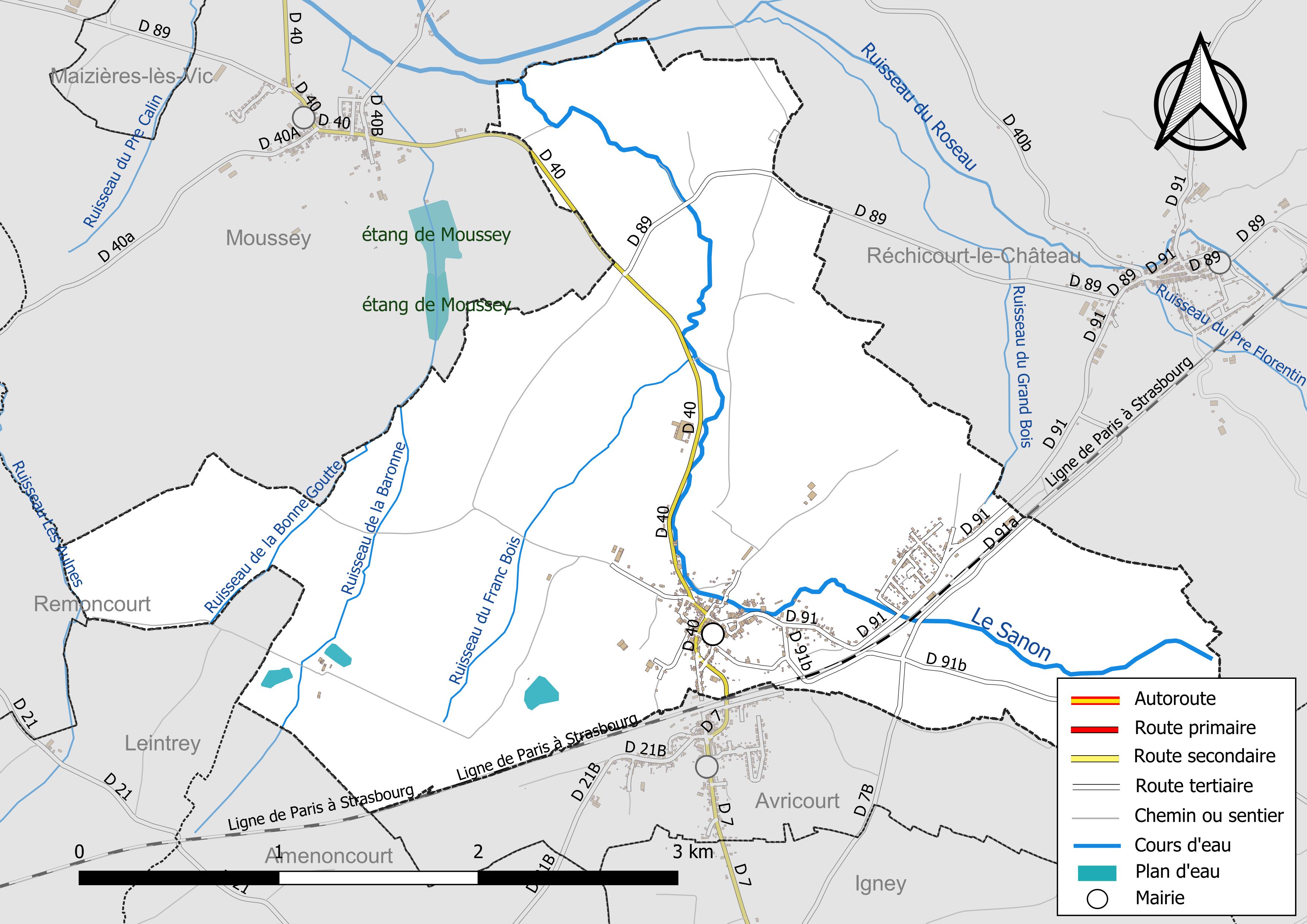
Réseaux hydrographique et routier d'Avricourt.

La qualité des eaux des principaux cours d’eau de la commune, notamment du Sanon, peut être consultée sur un site dédié géré par les agences de l’eau et l’Agence française pour la biodiversité.

### Climat
Pour des articles plus généraux, voir Climat du Grand Est et Climat de la Moselle.
En 2010, le climat de la commune est de type climat des marges montargnardes, selon une étude du Centre national de la recherche scientifique s'appuyant sur une série de données couvrant la période 1971-2000. En 2020, Météo-France publie une typologie des climats de la France métropolitaine dans laquelle la commune est exposée à un climat semi-continental et est dans la région climatique Vosges, caractérisée par une pluviométrie très élevée (1 500 à 2 000 mm/an) en toutes saisons et un hiver rude (moins de 1 °C).
Pour la période 1971-2000, la température annuelle moyenne est de 9,6 °C, avec une amplitude thermique annuelle de 16,7 °C. Le cumul annuel moyen de précipitations est de 953 mm, avec 12,2 jours de précipitations en janvier et 9,6 jours en juillet. Pour la période 1991-2020, la température moyenne annuelle observée sur la station météorologique de Météo-France la plus proche, « St Maurice », sur la commune de Saint-Maurice-aux-Forges à 16 km à vol d'oiseau, est de 10,5 °C et le cumul annuel moyen de précipitations est de 837,4 mm. 
La température maximale relevée sur cette station est de 39,2 °C, atteinte le 25 juillet 2019 ; la température minimale est de −19,9 °C, atteinte le 1er mars 2005,,.
Les paramètres climatiques de la commune ont été estimés pour le milieu du siècle (2041-2070) selon différents scénarios d'émission de gaz à effet de serre à partir des nouvelles projections climatiques de référence DRIAS-2020. Ils sont consultables sur un site dédié publié par Météo-France en novembre 2022.

## Urbanisme

### Typologie
Au 1er janvier 2024, Avricourt est catégorisée commune rurale à habitat dispersé, selon la nouvelle grille communale de densité à sept niveaux définie par l'Insee en 2022.
Elle est située hors unité urbaine. Par ailleurs la commune fait partie de l'aire d'attraction de Sarrebourg, dont elle est une commune de la couronne,. Cette aire, qui regroupe 87 communes, est catégorisée dans les aires de 50 000 à moins de 200 000 habitants,.

### Occupation des sols
L'occupation des sols de la commune, telle qu'elle ressort de la base de données européenne d’occupation biophysique des sols Corine Land Cover (CLC), est marquée par l'importance des territoires agricoles (71,9 % en 2018), une proportion identique à celle de 1990 (71,9 %). La répartition détaillée en 2018 est la suivante : 
terres arables (40 %), prairies (31,7 %), forêts (17,5 %), zones urbanisées (8,4 %), milieux à végétation arbustive et/ou herbacée (2,2 %), zones agricoles hétérogènes (0,3 %). L'évolution de l’occupation des sols de la commune et de ses infrastructures peut être observée sur les différentes représentations cartographiques du territoire : la carte de Cassini (XVIIIe siècle), la carte d'état-major (1820-1866) et les cartes ou photos aériennes de l'IGN pour la période actuelle (1950 à aujourd'hui).

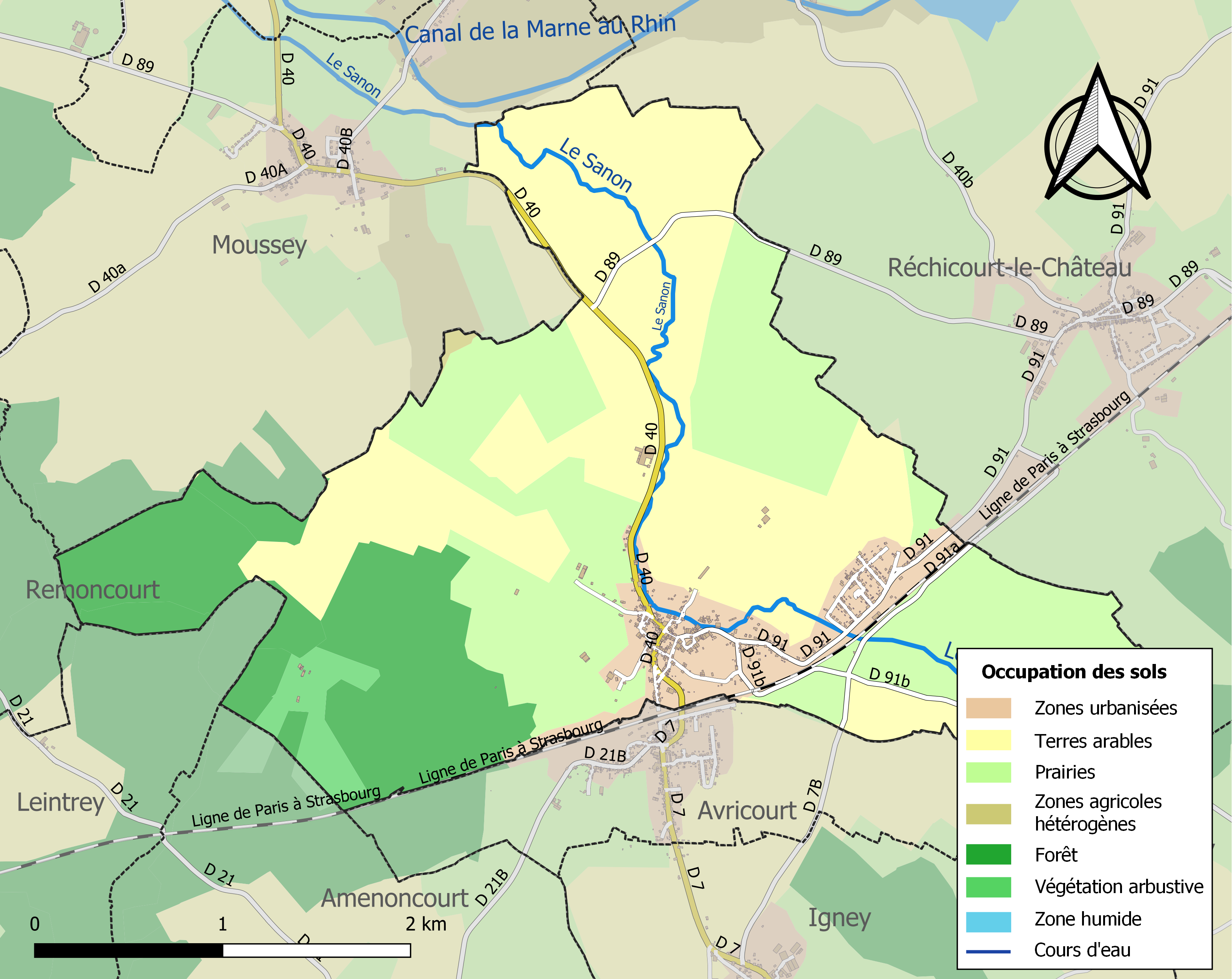
Carte des infrastructures et de l'occupation des sols de la commune en 2018 (CLC).

## Toponymie
Le nom de la localité est attesté sous les formes Avricorth (1127), Albsidingen / Albfridingen (1142)  ; Everocourt (1182) ; Averoncort (1293) ; Elferingen (XVe siècle) ; Ellefringen (1435) ; Elferingen (1513) ; Elbringen (1618) ; Avricour (1793) ; Avricourt (1801) ;  Deutsch-Avricourt (1871-1915), Elfringen (1915-18 et 1940-44),,.
Pendant la période du Reichsland, les villes dont les noms avaient été francisés ou, comme c'est ici le cas, utilisaient au Moyen Âge concuremment deux formes (romane et germanique). Pendant la guerre de 1914-18, quelques communes francophones se font germaniser leurs noms, dont Elfringen au lieu d'Avricourt. Après 1918, les communes francophones retrouvent leur toponyme originel.
Avrico en lorrain roman.
D'un nom de personne germanique Albfrid ou Everic, suivi de l'appellatif gallo-roman CORTE ou au plus tard, d'ancien français cort « cour, cour de ferme, ferme », d'où le nom commun cour en français (adjectif courtois). Contrairement au cas général, il ne correspond pas dans ce cas à l'appellatif germanique hof de sens proche, la forme du vieux haut allemand étant suivie d'un suffixe -ingen indiquant la parentèle. D'où le sens général de « domaine rural, ferme d’Albfrid / Everic » ou « propriété de la famille d’Albfrid / Everic ».

## Histoire

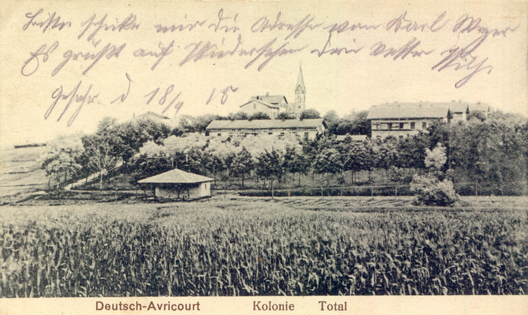
Deutsch-Avricourt vers 1915.

Le fief d'Avricourt relevait du comté de Blâmont et du comté de Réchicourt.
La partition d'Avricourt en 1871.
L'ancienne commune d'Avricourt faisait partie du département de la Meurthe, dans l'arrondissement de Sarrebourg et le canton de Réchicourt-le-Château.
Elle fut atteinte  par le chemin de fer en 1852 avec la création d’une gare éponyme, la mise en service dans sa totalité de la ligne Paris-Strasbourg étant l’œuvre de la compagnie de l’Est. En 1864, Avricourt devint une gare d’embranchement par la mise en service de la ligne à voie normale et unique de 18 km rejoignant Dieuze (Meurthe) pour l’exploitation de salines (d’où l’appellation de « ligne des salines »), exploitée par la compagnie de l’Est. En 1870 fut mise en service (jusqu'en 1969) la ligne à voie unique et normale d’Avricourt à Blâmont et à Cirey-sur-Vezouze, exploitée par la compagnie privée ABC (Ligne d'Avricourt à Blâmont et à Cirey).

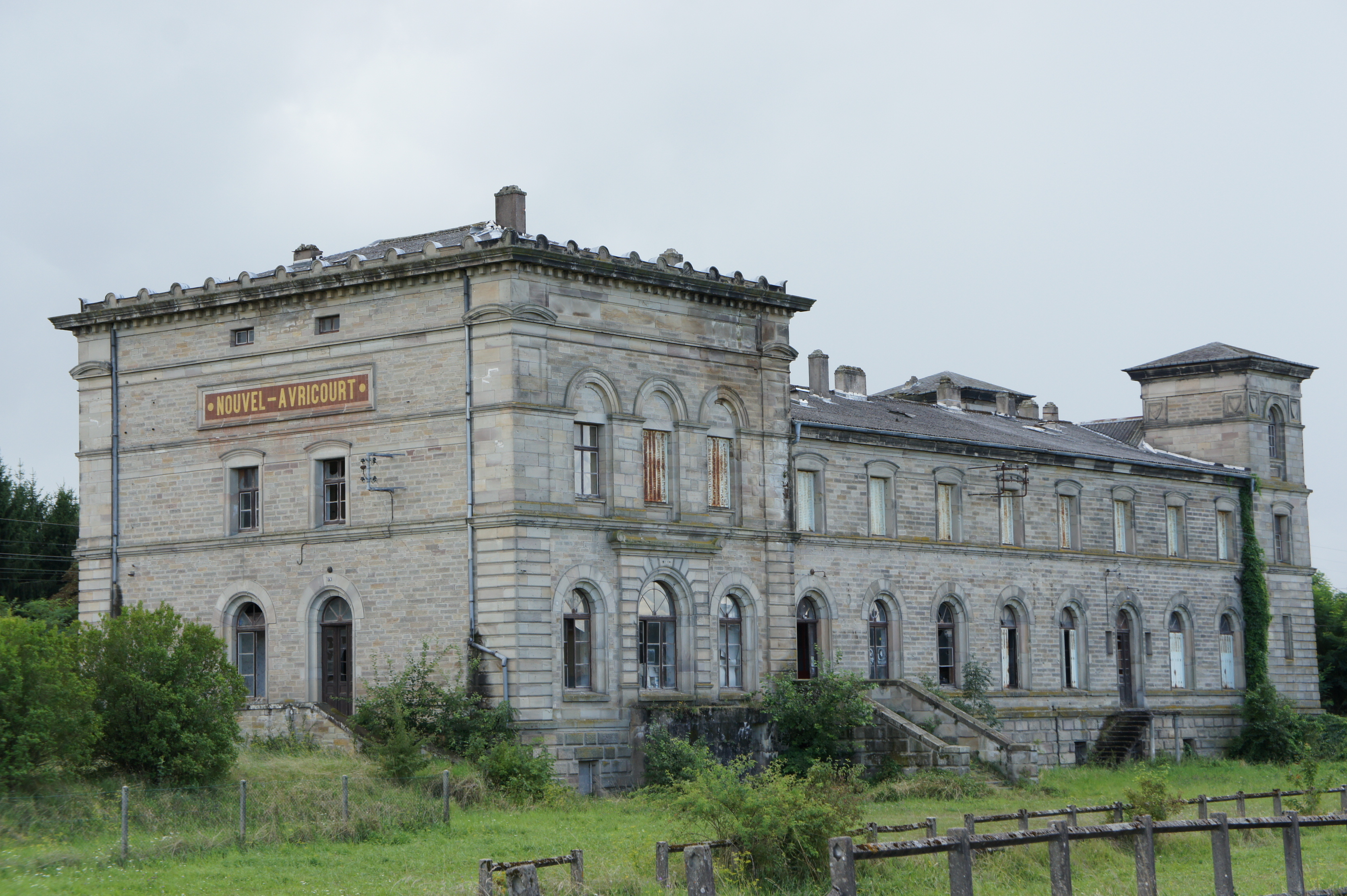
Ancienne gare d'Avricourt (1875).

En 1871, lors de l'annexion de l'Alsace-Lorraine, à la suite de la signature du traité de Francfort le 10 mai 1871, la nouvelle frontière devait inclure l'arrondissement de Sarrebourg (Meurthe) dans l'Empire allemand, y compris Avricourt et Igney,. La gare d’embranchement et la ligne ferroviaire ABC (en partie) se trouvaient donc en Allemagne. À la suite des doléances françaises, les Allemands acceptèrent de modifier, par une convention additionnelle signée à Berlin le 12 octobre 1871, le tracé de la frontière : l'Allemagne rendait à la France les communes de Raon-lès-Leau (Meurthe) et de Raon-sur-Plaine (Vosges) au pied du Donon en excluant les terres appartenant à l’État, ainsi que la commune d'Igney et la partie d'Avricourt au sud de la voie ferrée. La nouvelle frontière allait donc être fixée sur six kilomètres le long même de la voie ferrée unique ABC et de celle à voie double de Paris-Strasbourg côté Lunéville. Les portions de voies ci-dessus, les installations de la gare d’Avricourt (qui prend le nom d'Igney-Avricourt) redeviennent françaises. 

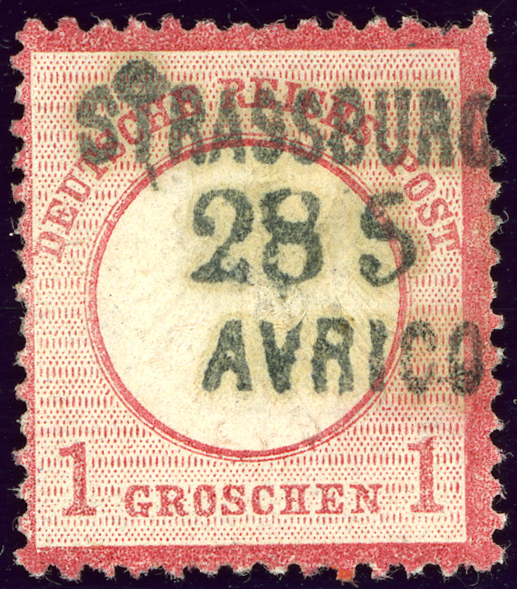
Timbre du Reich de 1872, oblitéré sur la ligne de chemin de fer.

La commune d'Avricourt fut donc scindée. Le bourg d’Avricourt devint allemand et s'appela Deutsch-Avricourt, nom germanisé en 1915 en Elfringen, la commune d’Igney resta française.
En échange de la cession des communes, la convention exigeait du gouvernement français de financer la construction d’une gare frontalière en territoire allemand, qui fut terminée en 1875 à 1,3 km de la gare française et à 800 m de la nouvelle frontière.
Sauf pour l'Orient-Express créé en 1883, les trains français (Compagnie de l'Est) circulant à gauche en provenance de Lunéville et Nancy avaient pour terminus la gare de Deutsch-Avricourt dont tous les panneaux étaient écrits en allemand en écriture gothique et aucun en français. Les passagers étaient débarqués et aussitôt le train français repartait à vide stationner en gare d'Igney-Avricourt. Après avoir franchi les contrôles allemands de police et de douanes particulièrement longs (les guides touristiques Baedeker le précisaient à leurs lecteurs) les passagers attendaient la mise à quai du train allemand (compagnie Elsass-Lothringen) qui partait en circulation à droite avec signalisation allemande pour Sarrebourg et Strasbourg. Détail supplémentaire ajouté par l'administration allemande pour bien marquer l'entrée dans l'Empire, les voyageurs devaient entretemps avancer leur montre de 55 minutes (et non pas une heure pleine) en arrivant en Alsace-Lorraine.
En 1919, lors de la restitution de l'Alsace-Lorraine à la France, la création du département de Meurthe-et-Moselle a maintenu cette division en créant deux communes côte à côte, une dans chaque département, en Moselle et en Meurthe-et-Moselle. La gare de « Deutsch-Avricourt » est devenue « Nouvel Avricourt ».
Le 7 novembre 2004, à Avricourt, le militant antinucléaire Sébastien Briat, âgé de 22 ans, meurt les jambes sectionnées par une locomotive au cours d'une tentative de blocage d'un transport ferroviaire de déchets radioactifs (voir Mouvement antinucléaire#En marge du mouvement antinucléaire en Europe).

## Politique et administration
| Période                                  | Période  | Identité             | Étiquette | Qualité            |
| ---------------------------------------- | -------- | -------------------- | --------- | ------------------ |
| Les données manquantes sont à compléter. |          |                      |           |                    |
| 1790                                     |          | Nicolas Gadel        |           |                    |
| septembre 1793                           |          | François Malnory     |           |                    |
| 1812                                     | 1822     | Jean Nicolas Gadel   |           |                    |
| 1822                                     | 1826     | Jean François Mengin |           |                    |
| 1840                                     |          | Jean François Mengin |           |                    |
| 1848                                     | 1852     | Jean Baptiste Michel |           |                    |
| 1852                                     |          | Nicolas Cosson       |           |                    |
|                                          |          | Nicolas Geoffroy     |           |                    |
|                                          |          | Jean Baptiste Cuny   |           |                    |
| 1859                                     | 1864     | Joseph Gadel         |           |                    |
|                                          | 1871     | Charles Chardin      |           |                    |
| 1983                                     | 2001     | Fernand Charlier     | DVD       | Conseiller général |
| mars 2001                                | 2008     | André-Lucien Joly    | PS        |                    |
| mars 2008                                | En cours | Alain Pierson        | DVG       | Fonctionnaire      |

## Démographie
L'évolution du nombre d'habitants est connue à travers les recensements de la population effectués dans la commune depuis 1793. Pour les communes de moins de 10 000 habitants, une enquête de recensement portant sur toute la population est réalisée tous les cinq ans, les populations de référence des années intermédiaires étant quant à elles estimées par interpolation ou extrapolation. Pour la commune, le premier recensement exhaustif entrant dans le cadre du nouveau dispositif a été réalisé en 2005.

En 2022, la commune comptait 578 habitants, en évolution de −6,92 % par rapport à 2016 (Moselle : +0,52 %, France hors Mayotte : +2,11 %).
| 1793 | 1800 | 1806 | 1821 | 1831 | 1836 | 1841 | 1846 | 1851 |
| ---- | ---- | ---- | ---- | ---- | ---- | ---- | ---- | ---- |
| 455  | 466  | 545  | 555  | 608  | 651  | 667  | 664  | 701  |

| 1856 | 1861 | 1871 | 1875  | 1880  | 1885  | 1890  | 1895  | 1900  |
| ---- | ---- | ---- | ----- | ----- | ----- | ----- | ----- | ----- |
| 728  | 712  | 956  | 1 202 | 1 267 | 1 265 | 1 045 | 1 105 | 1 134 |

| 1905  | 1910  | 1921 | 1926 | 1931 | 1936  | 1946 | 1954 | 1962 |
| ----- | ----- | ---- | ---- | ---- | ----- | ---- | ---- | ---- |
| 1 135 | 1 231 | 923  | 904  | 956  | 1 003 | 905  | 983  | 963  |

| 1968 | 1975 | 1982 | 1990 | 1999 | 2005 | 2006 | 2010 | 2015 |
| ---- | ---- | ---- | ---- | ---- | ---- | ---- | ---- | ---- |
| 877  | 811  | 725  | 669  | 647  | 673  | 656  | 698  | 627  |

| 2020 | 2022 | - | - | - | - | - | - | - |
| ---- | ---- | - | - | - | - | - | - | - |
| 583  | 578  | - | - | - | - | - | - | - |

## Culture locale et patrimoine

### Lieux et monuments

#### Édifices civils
- Gare de Nouvel-Avricourt, située 173 rue de la Gare, ancienne gare de Deutsch-Avricourt construite durant l’Annexion, inscrite au titre des monuments historiques par arrêté du 9 octobre 2019[25].

#### Édifices religieux
- Église Saint-Ferréol et Saint-Ferjeux du XVIIIe siècle, chœur carré XVIe siècle, oculus, fonts baptismaux massifs (1532), ossuaire ;
- Chapelle Notre-Dame-des-Ermites, 1749.
- Temple protestant réformé, rue du Temple, construit entre 1897 et 1898.

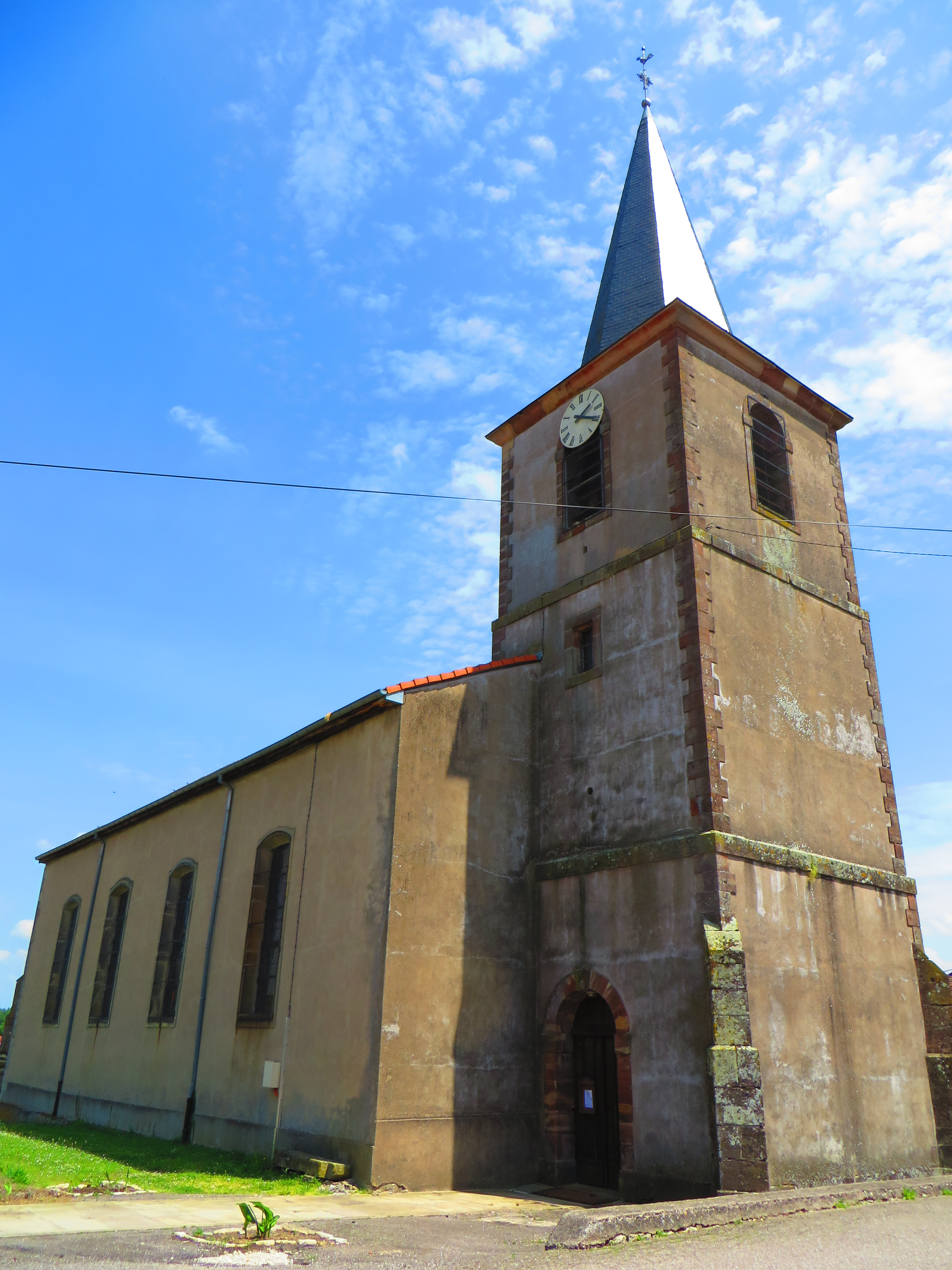
Église Saint-Ferréol et Saint-Ferjeux.
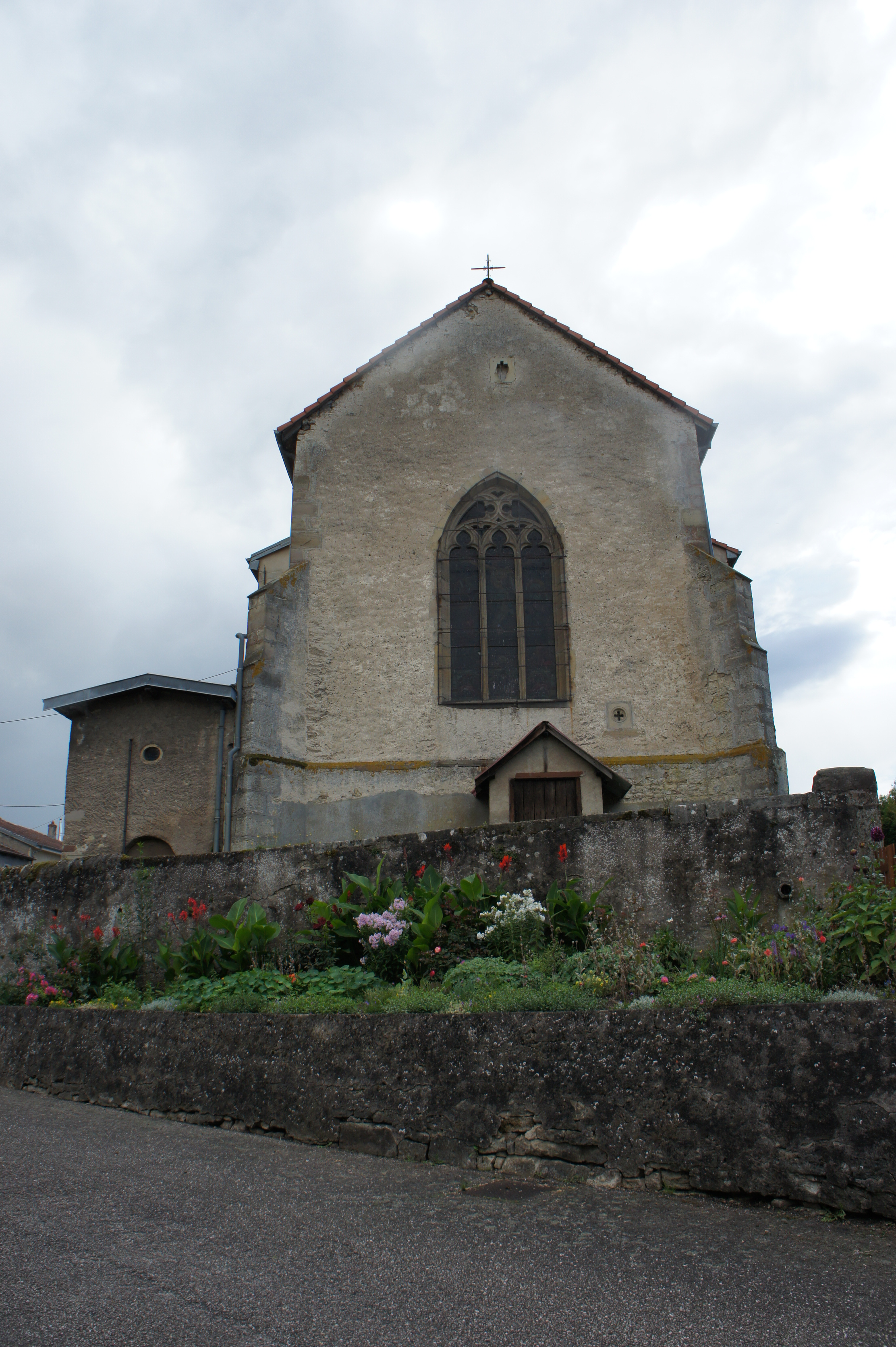
Église Saint-Ferréol et Saint-Ferjeux.
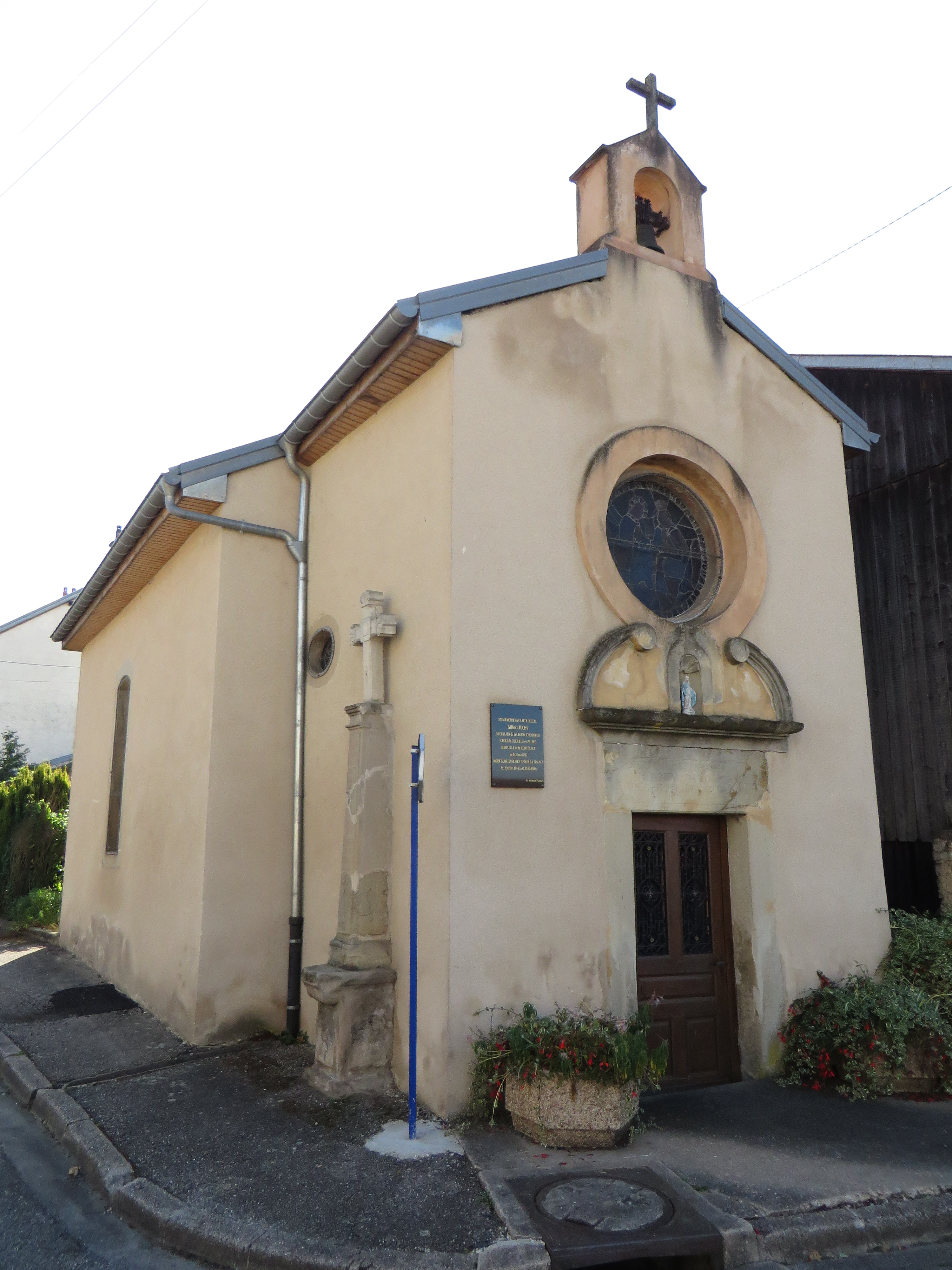
Chapelle Notre-Dame-des-Ermites.
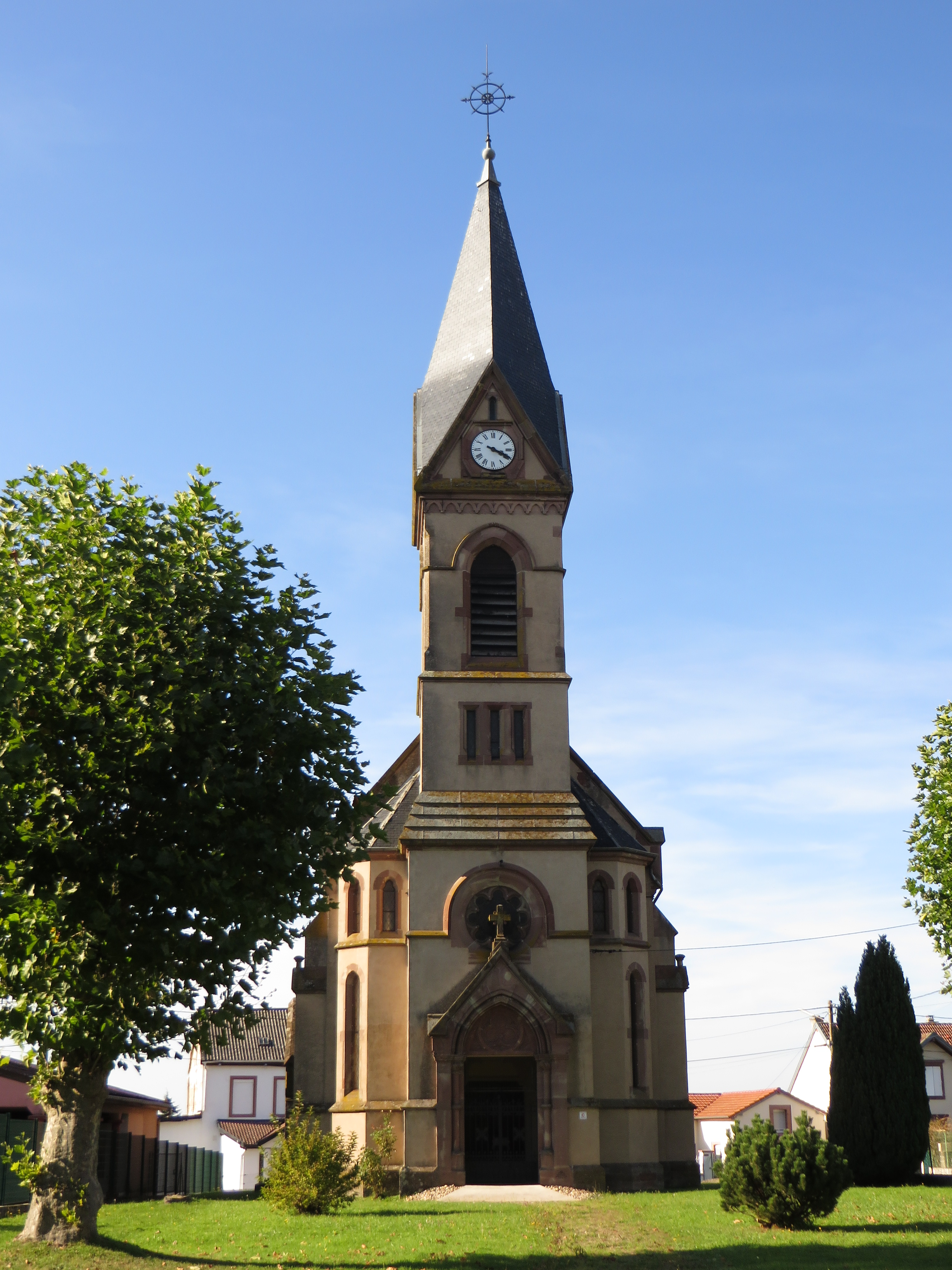
Temple protestant Réformé.

#### Mémorials de guerre
- Monument aux morts.
- Cimetière militaire allemand.
- Plaque commémorative 1944 sur la chapelle.
- Plaque veuves et orphelins de guerre sur la mairie.

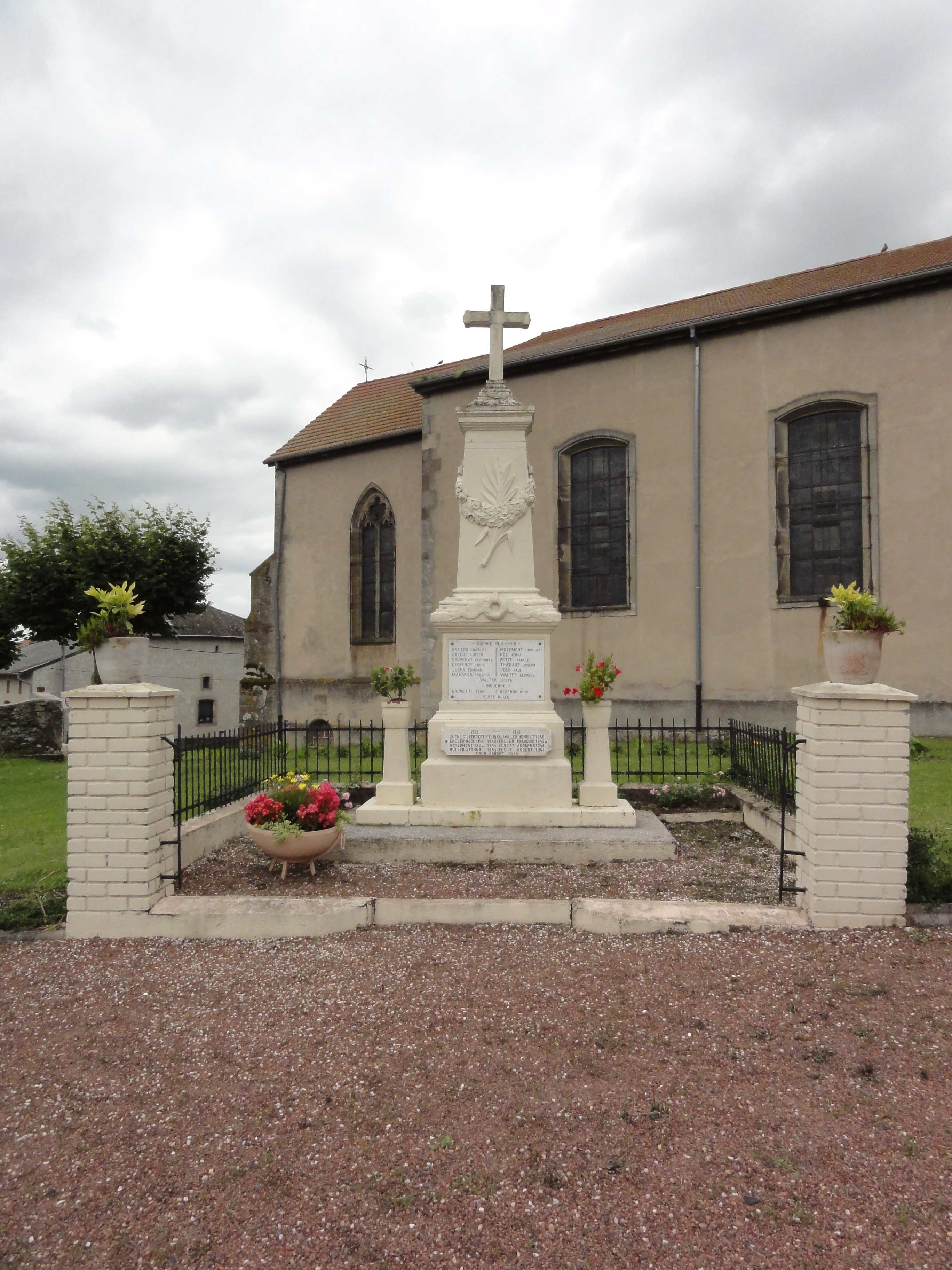
Monument aux morts.
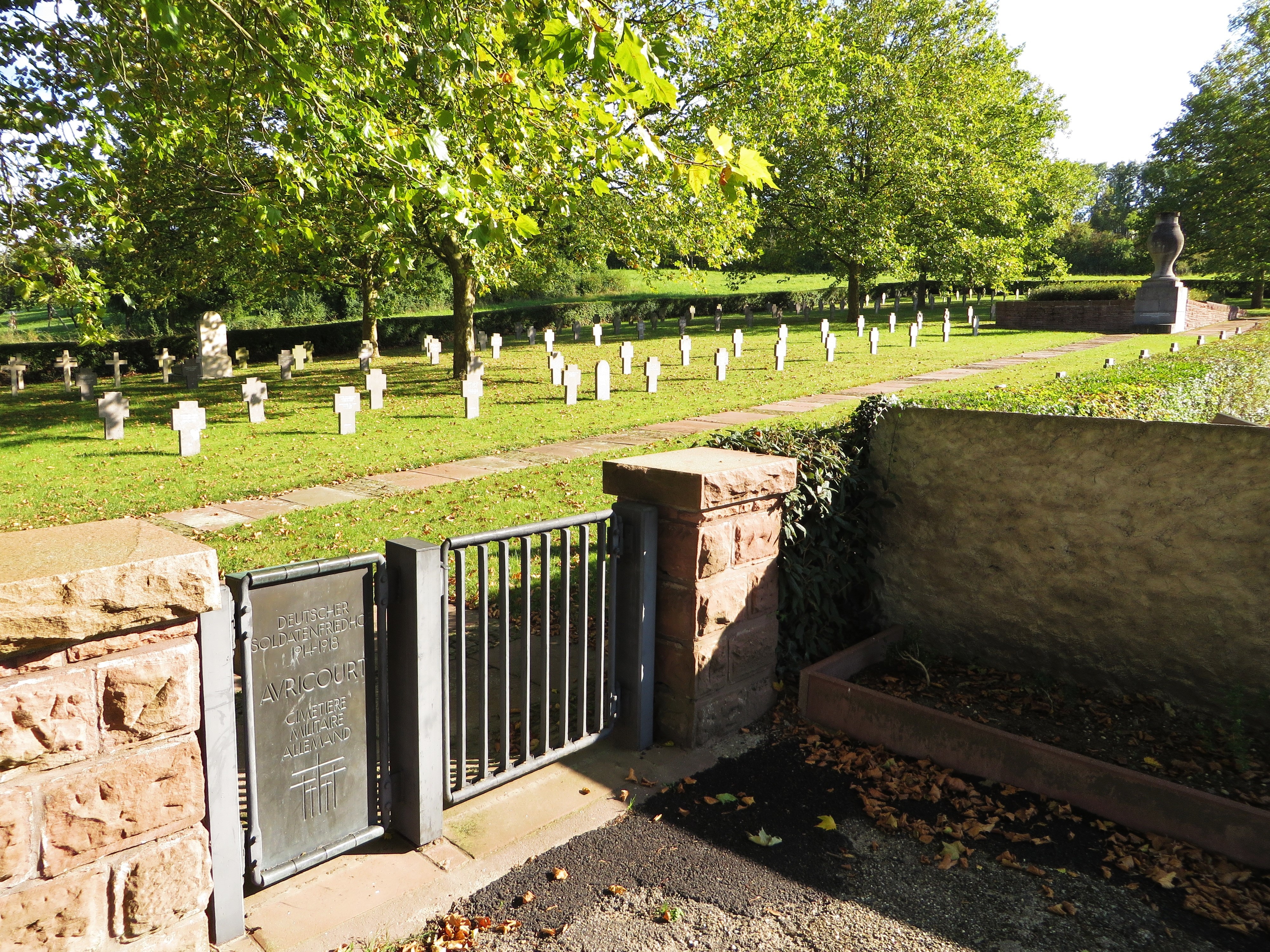
Cimetière militaire allemand.
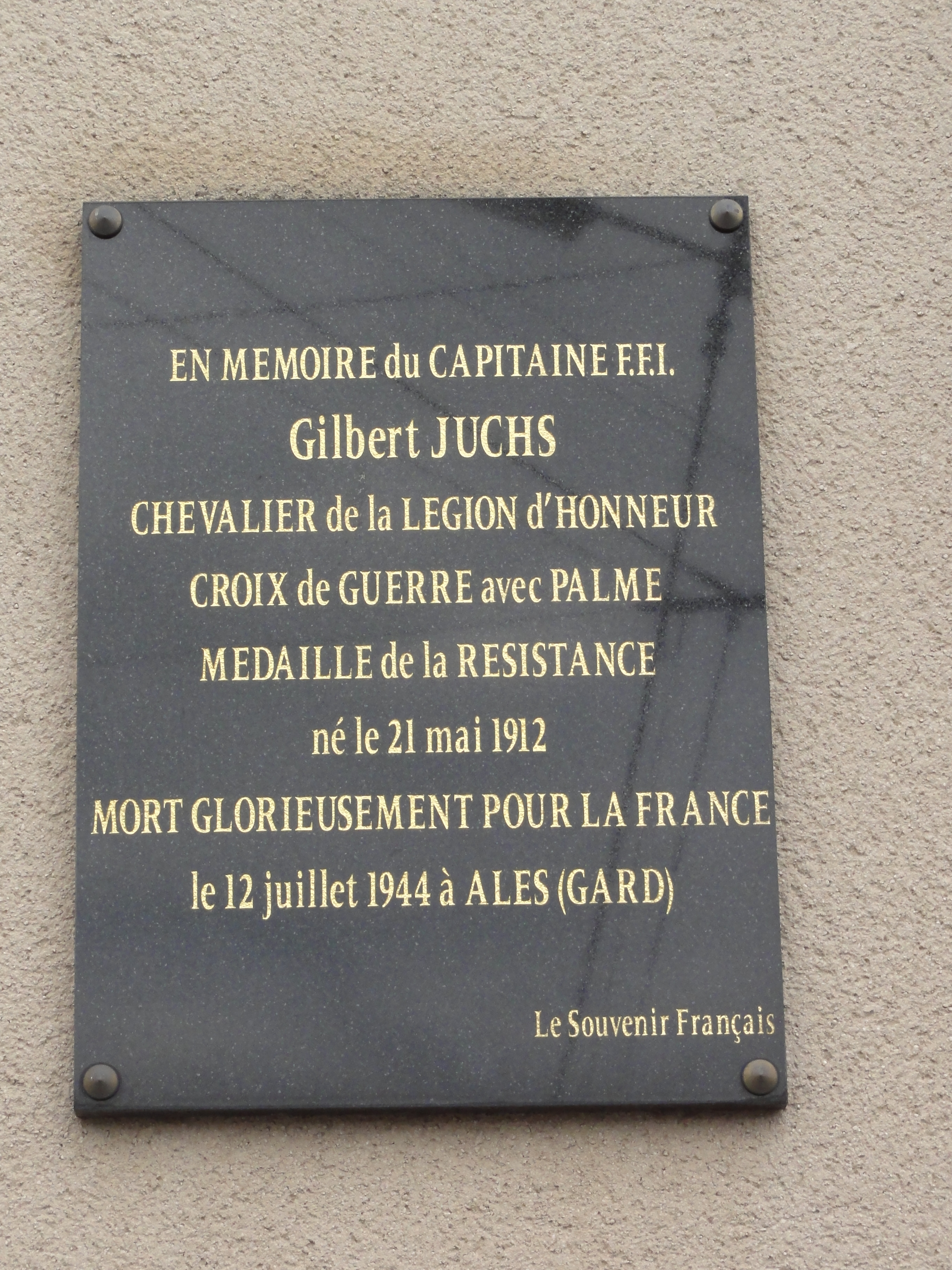
Plaque commémorative 1944 sur la chapelle.
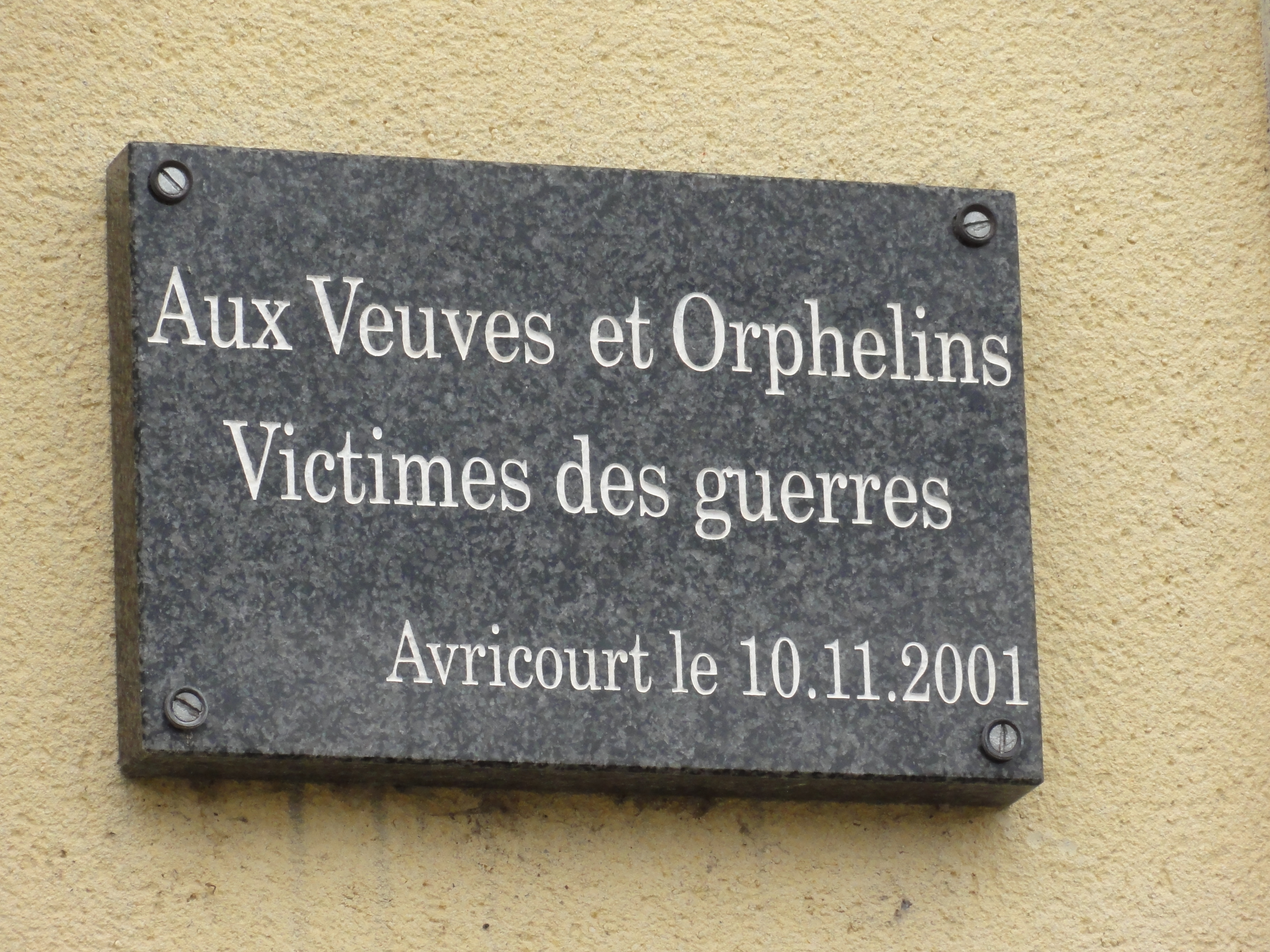
Plaque veuves et orphelins de guerre sur la mairie.

### Personnalités liées à la commune
- Jean Rott (1911-1998), historien et archiviste, né à Avricourt.
- Robert Caël (1930-2011), peintre, né à Avricourt

## Pour approfondir